# Midlothian Bulls
I Midlothian Bulls sono stati una società di pallacanestro scozzese, fondata nel 1977 con la denominazione di Murray Edinburgh da David Murray.

## Storia
Il Murray Edinburgh nasce nel 1977 per volere del magnate dell'acciaio David Murray, a cui ha dato il nome, sponsorizzando precedentemente lo Sporting Club Pentland (precedentemente Redford Wildcats) che fondendosi con la storica formazione degli Edinburgh Hornets creava la nuova società.
Dopo un anno in seconda divisione la nuova formazione s'impose immediatamente nel campionato scozzese vincendo ripetutamente il titolo nazionale grazie ai grandi mezzi economici di Murray ed all'ingaggio di giocatori americani tra i quali Alton Byrd (precedentemente ai Boston Celtics e Crystal Palace), Sam Foggin (da Virginia Tech e Sirio São Paulo).
Nel 1987 la formazione si trasferì a Livingston, sobborgo di Edimburgo, in occasione della costruzione della nuova Forum Arena e dello spostamento della squadra nella nuova lega British Basketball League appena fondata. Il Murray Edinburgh vinse immediatamente il primo campionato del Regno Unito (Natwest Lague Cup) battendo in finale il Portsmouth per 96 a 91 alla Aston Villa Leisure Centre di Birmingham. L'anno successivo David Murray, già proprietario della squadra di calcio dei Rangers, decise di acquistare i Kingston Kings per 100,000 sterline e di trasferirla a Glasgow rinominando la franchigia Glasgow Rangers. Le due formazioni scozzesi dominarono la seconda stagione della BBL arrivando in finale dove vide prevalere la squadra di Glasgow.
L'esperimento sportivo di Murray durò solo un biennio: il Livingston (sponsorizzato MIM, Murray International Metals) tornò nella lega scozzese ed i Rangers si trasferirono nuovamente a Kingston riprendendo la vecchia denominazione. La scarsa popolarità della pallacanestro in Scozia anche se di antiche tradizioni risultò decisiva nel non supportare in modo adeguato gli investimenti di Murray.
Il Livingston comunque continuò a mietere successi nel campionato scozzese (dieci consecutivi) cambiando sponsor (da MIM a Russell Corporation), denominazione in Bulls (dal 1990 al 1997) e sede da Livingston a Dalkeith (dal 1997 al 2001) cambiando nuovamente la denominazione in Midlothian Bulls in occasione della fusione con i Dalkeith Saints fino alla sua sparizione nel 2001.

## Cronologia
| Anno    | Denominazione                          | Campionato                   | Allenatore   |
| ------- | -------------------------------------- | ---------------------------- | ------------ |
| 1977-78 | Murray International Metals Edinburgh  | National League-Division Two | ?            |
| 1978-79 | Murray International Metals Edinburgh  | National League-Division One | ?            |
| 1979-80 | Murray International Metals Edinburgh  | National League-Division One | ?            |
| 1980-81 | Murray International Metals Edinburgh  | National League-Division One | ?            |
| 1981-82 | Murray International Metals Edinburgh  | National League-Division One | ?            |
| 1982-83 | Murray International Metals Edinburgh  | National League-Division One | ?            |
| 1983-84 | Murray International Metals Edinburgh  | National League-Division One | Alton Byrd   |
| 1984-85 | Murray International Metals Edinburgh  | National League-Division One | Joel Furnari |
| 1985-86 | Murray International Metals Edinburgh  | National League-Division One | Jody Gardner |
| 1986-87 | Murray International Metals Edinburgh  | National League-Division One | Jody Gardner |
| 1987-88 | Murray International Metals Livingston | British Basketball League    | Jody Gardner |
| 1988-89 | Murray International Metals Livingston | British Basketball League    | Ian Gordon   |
| 1989-90 | Murray International Metals Livingston | Scottish League-Division One | ?            |
| 1990-91 | Russell Corporation Livingston         | Scottish League-Division One | ?            |
| 1991-92 | Livingston Bulls                       | Scottish League-Division One | ?            |
| 1992-93 | Livingston Bulls                       | Scottish League-Division One | ?            |
| 1993-94 | Livingston Bulls                       | Scottish League-Division One | ?            |
| 1994-95 | Livingston Bulls                       | Scottish League-Division One | ?            |
| 1995-96 | Livingston Bulls                       | Scottish League-Division One | ?            |
| 1996-97 | Livingston Bulls                       | Scottish League-Division One | ?            |
| 1997-98 | Midlothian Bulls                       | Scottish League-Division One | Iain MacLean |
| 1998-99 | Midlothian Bulls                       | Scottish National League     | ?            |
| 1999-00 | Midlothian Bulls                       | Scottish National League     | ?            |
| 2000-01 | Midlothian Bulls                       | Scottish National League     | ?            |